# 10738 Marcoaldo
10738 Marcoaldo este un asteroid din centura principală de asteroizi.

## Descriere
10738 Marcoaldo este un asteroid din centura principală de asteroizi. A fost descoperit pe 17 martie 1988 la Observatorul La Silla de Walter Ferreri. Asteroidul prezintă o orbită caracterizată de o semiaxă mare de 2,33 ua, o excentricitate de 0,07 și o înclinație de 6,1° în raport cu ecliptica.